# Kvælende gift
Kvælende gifte  er en gruppe af giftkemikalier, som alle er dræbende. Det enestående ved kvælende gifte er at de kvæler personen som har indtaget giften, modsat andre former for gifte,som f.eks. kan stoppe alt hjerte- og/eller nyreaktivitet. Giften kan kvæle på to måder, enten ved stoppe ilttilførslen eller stoppe udluftningen af kuldioxid. Der findes også en tredje mulighed, nemlig den der lammer hjernen øjeblikkeligt, så vedkommende  hverken kan ind- eller udånde. Den mest kendte af kvælende gifte er cyanid som blandt andet er blevet brugt ved Eva Brauns selvmord og Gavrilo Princips selvmordsforsøg.